# Корпачёв, Павел Николаевич
Павел Николаевич Корпачёв (род. 12 января 1986 года) — российский фристайлист.

## Карьера
В октябре 2011 года дебютировал на этапах Кубка Европы, где показал свой лучший результат — 10 место в слоупстайле.
В январе 2013 года дебютировал на этапах Кубка мира. Лучший результат — 18 место на этапе в Сьерра-Невада (Испания) в марте 2013 года.
На чемпионате мира 2013 года был 56-м.
Участник Олимпиады в Сочи, где занял 28-е место.